# Juan Manuel Kindelán
Juan Manuel Kindelán Gómez de Bonilla (Santa Cruz de Tenerife, 11 de diciembre de 1932  - 30 de diciembre de 2011) fue un ingeniero de minas español, también activo en el ámbito político, que fue director general de Minas y presidente de la Empresa Nacional de Residuos Radiactivos durante el primer gobierno de Felipe González, así como Presidente del Consejo de Seguridad Nuclear.

## Biografía
Doctorado como ingeniero de minas, militante del Partido Socialista Obrero Español en la clandestinidad y cofundador de la Agrupación Socialista Universitaria, durante seis años debió exiliarse en Francia para evitar la cárcel, donde trabajó en un instituto de investigación y se casó con Carlota Bustelo.

## Trayectoria
Regresó a España en 1965. Durante el final de la dictadura franquista fue cofundador de la revista España Económica, finalmente clausurada por el entonces ministro de Información, Manuel Fraga. Fue director del servicio de estudios del Instituto Nacional de Industria y, con la victoria del PSOE en las elecciones generales de 1982, fue nombrado director general de Minas (1982-1985) por el ministro de Industria en aquel momento, Carlos Solchaga y, después, presidente de la Empresa Nacional de Residuos Radiactivos. En 1994 fue designado presidente del Consejo de Seguridad Nuclear.
Se le consideró un profesional volcado en el conocimiento científico y la investigación, y hombre comprometido con la democracia. Carmen Martínez Ten lo consideró un socialdemócrata que «pensaba que la educación, el conocimiento y la investigación podían salvar a España del atraso y del canibalismo ideológico [...] un enseñante, en el sentido más noble y clásico de la palabra. Llenaba su entorno con semillas de curiosidad y era un extraordinario líder de equipos». Por su parte, Miguel Boyer, Carlos Solchaga, Martín Gallego y Carmen Mestre destacaron «sus grandes pasiones, el apoyo al progreso tecnológico, imprescindible para la modernización del país, y su compromiso con la democracia»